# Conospermum incurvum
Conospermum incurvum (лат.) — кустарник, вид рода Коноспермум (Conospermum) семейства Протейные (Proteaceae), эндемик Западной Австралии.

## Ботаническое описание
Conospermum incurvum — стелющийся кустарник с небольшими ветвями, стебли густо покрыты тонкими заострёнными листьями от 7 до 30 мм в длину и от 0,5 до 0,8 мм в ширину. Несмотря на то, что сам куст низенький, прямостоячие цветочные стебли придают ему высоту до 1 м. Соцветия с многочисленными гроздьями трубчатых, пушистых, белых цветков, длиной 6 мм, зимой и весной образуют удлинённые метёлки. Органические соединения, выделенные из растения в настоящее время исследуются на предмет использования в медицинских целях.

## Таксономия
Впервые вид был официально описан английским ботаником и садоводом Джоном Линдли в 1839 году в его книге A Sketch of the Vegetation of the Swan River Colonyпо на основе неуказанного материала. С тех пор у него была совершенно несложная таксономическая история, без опубликованных номенклатурных или таксономических синонимов. Однако в 1995 году в рамках своей серии монографий по Conospermum для серии Flora of Australia Элеонора Беннетт поместила C. incurvum в Conospermum подрод Conospermum, секция Eriostachya, подсекция Multibracteata. Вид был указан как типовой вид подсекции. Его близким родственником является C. brachyphyllum, от которого его можно отличить по более густо расположённым листьям.

## Распространение
Conospermum incurvum — эндемик Западной Австралии. Встречается на холмистых песчаных равнинах с белым, серым или жёлто-коричневым песком над латеритом, от Энеаббы на юг до Перта. Произрастает в первую очередь в биогеографических регионах прибрежной равнины Суон и Джералдтонских песчаных равнин. Есть также несколько отдалённых популяций в регионах Эйвон-Уитбелт и Ярра-Форест, и единственная популяция в регионе равнины Эсперанса к северу от Албани.

## Охранный статус
Вид классифицируется как не находящийся под угрозой.